# Lapither

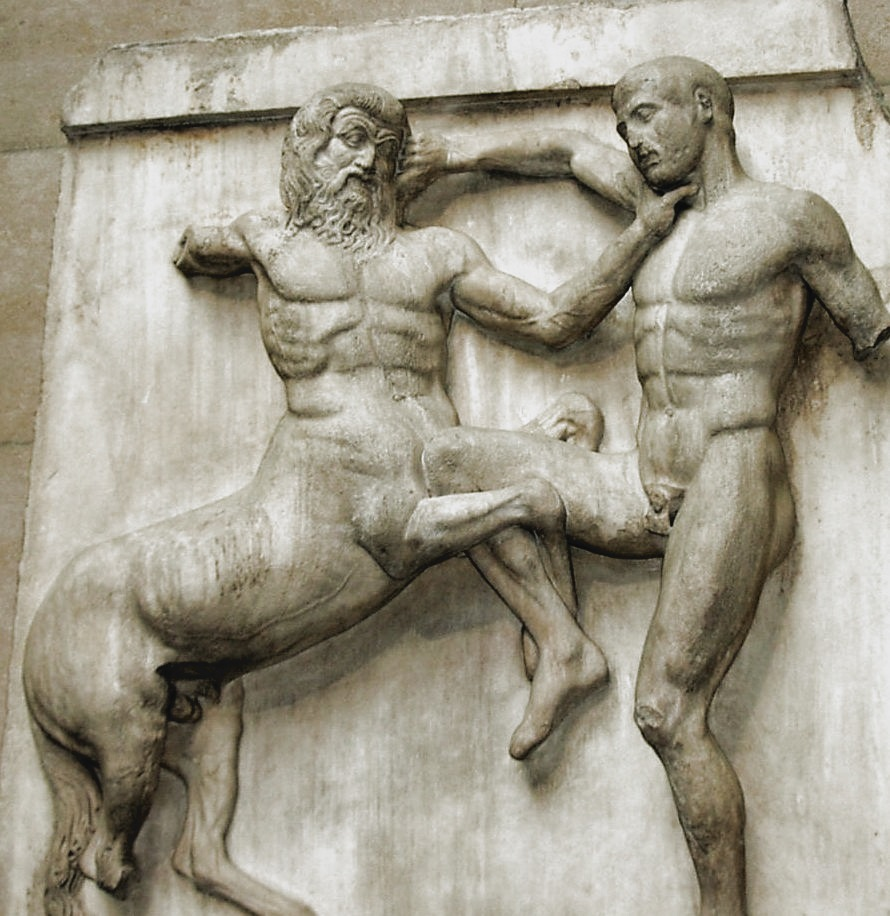
Strid mellan en kentaur och en lapith.

Lapither var ett folkslag i Thessalien, kring Ossaberget och Peneiosfloden, beryktat för sin styrka och vildhet.
I grekisk mytologi omtalas lapitherna som kung Perithous krigsmän.
På de välkända friserna på Parthenon på Akropolis och Zeustemplet i Olympia avbildas ett i grekisk konst ofta förekommande motiv där lapitherna strider med kentaurerna efter att de senare bortrövat en grupp kvinnor efter kung Perithous bröllop.